# Điền Trung
Điền Trung là một xã thuộc huyện Bá Thước, tỉnh Thanh Hóa, Việt Nam.

## Địa giới hành chính
Xã Điền Trung nằm ở phía đông của huyện Bá Thước, thuộc hữu ngạn sông Mã.
- Phía đông giáp xã Cẩm Thành, huyện Cẩm Thủy.
- Phía nam giáp xã Cẩm Thành, huyện Cẩm Thủy và xã Điền Hạ, huyện Bá Thước.
- Phía tây giáp các xã Điền Quang và Điền Lư, huyện Bá Thước.
- Phía bắc giáp các xã Điền Lư, Lương Ngoại và Lương Trung, huyện Bá Thước.

## Lịch sử hành chính
Xã Điền Trung là một phần của đất Mường Khương, thời Lê-Nguyễn là vùng đất thuộc huyện Cẩm Thủy, phủ Thiệu Thiên, Thanh Hóa. Đến năm Thành Thái thứ 16 (1904), thuộc tổng Điền Lư, châu Quan Hóa. Vào năm Khải Định thứ 10 (1925), tổng Điền Lư chuyển về châu Tân Hóa mới thành lập. Năm 1943, tổng Điền Lư trở lại thuộc huyện Cẩm Thủy. Sau Cách mạng tháng Tám (1945), tổng Điền Lư thuộc châu Tân Hóa mới tái lập, đến tháng 11 năm 1945, châu Tân Hóa đổi thành châu Bá Thước theo tên của thủ lĩnh Cầm Bá Thước trong phong trào Cần Vương.
Tháng 3 năm 1948, xã Điền Trung lúc này là vùng đất thuộc xã Hồ Điền, huyện Bá Thước. Năm 1964, xã Hồ Điền được chia thành 4 xã là Điền Quang, Điền Hạ, Điền Thượng, Điền Lư.
Năm 1984, xã Điền Lư được chia thành hai xã là Điền Lư (mới) và Điền Trung, tên gọi Điền Trung chính thức xuất hiện từ đây. Xã Điền Trung lúc này có các chòm: Cộc, Ngán, Muổng, Cò, Vàn, Âm, Xịa, Điền Thăi, Trúc, Kéo, Giát, Dầm.
Hiện nay xã Điền Trung gồm các chòm: Cộc, Ngán, Do, Muổng, Cun Láo, Kéo, Trúc, Zát, Đặc, Rầm, Tám và Xịa.

## Giao thông
Xã Điền Trung có tỉnh lộ 217 chạy qua.